# Bandon (rivier)
River Bandon is een rivier in County Cork, Ierland.
De 72 kilometer lange rivier is een Natura 2000-gebied. De rivier heeft zich in het Carboon in de rotsachtige bodem ingesleten, en zich weer gevuld met alluviaal.
De rivier ontspringt in de Maughanaclea Hills en mondt uit in de haven van Kinsale.